# Belize vid världsmästerskapen i friidrott 2023
Belize tävlade vid världsmästerskapen i friidrott 2023 i Budapest i Ungern mellan den 19 och 27 augusti 2023.

## Resultat
Belizes trupp bestod av en idrottare.

### Herrar
Gång- och löpgrenar
| Idrottare     | Gren      | Inledande omgång | Inledande omgång | Försöksheat | Försöksheat | Semifinal        | Semifinal        | Final            | Final            |
| Idrottare     | Gren      | Resultat         | Placering        | Resultat    | Placering   | Resultat         | Placering        | Resultat         | Placering        |
| ------------- | --------- | ---------------- | ---------------- | ----------- | ----------- | ---------------- | ---------------- | ---------------- | ---------------- |
| Brandon Jones | 100 meter | 10,94            | 2 Q              | 10,95       | 7           | Gick inte vidare | Gick inte vidare | Gick inte vidare | Gick inte vidare |